# كيث كريستنسن
كيث كريستنسن (بالإنجليزية: Keith Christensen)‏ هو لاعب كرة القدم الكندية أمريكي، ولد في 10 مايو 1947 في كونكورديا في الولايات المتحدة.